# 三陸沖地震 (2012年12月)
三陸沖地震（さんりくおきじしん）は、2012年（平成24年）12月7日17時18分 (JST) に発生した地震である。東北・関東地方で、最大震度5弱を観測した。
東北地方沿岸を中心に津波警報および津波注意報が発表されたが2時間後に解除された。宮城県石巻市鮎川で98センチメートル (cm)の津波を観測した。
東北地方太平洋沖地震（東日本大震災）の余震とされる。

## 概要

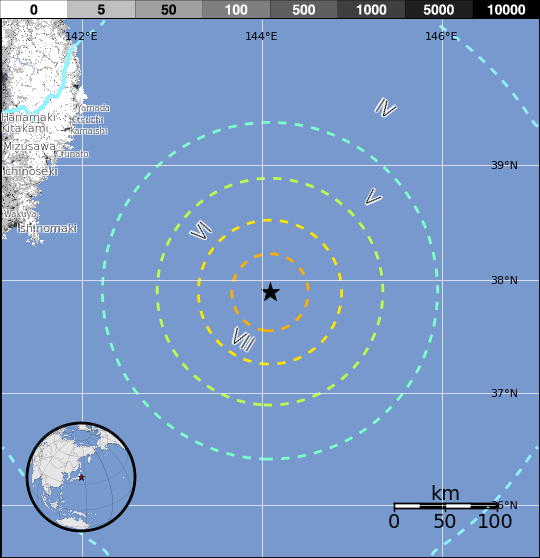
震源の詳細

宮城県 牡鹿半島の東210km付近の三陸沖の北緯38度1.1分、東経143度52.0分を震源として発生した深さ49キロメートルの地震で、地震の規模を示すマグニチュード(M)は7.3と推定される。青森県、岩手県、宮城県、茨城県、栃木県で最大震度5弱を観測した。
この地震は西北西・東南東方向に張力軸を持つ正断層型の断層によって引き起こされ、2011年（平成23年）3月11日に発生した東北地方太平洋沖地震（東日本大震災）の余震とされている。気象庁は地震のメカニズムについて、当初は「アウターライズ地震」としていたが、12月10日、「単純なアウターライズ地震ではない可能性が大きい」との見方も示した。これはアウターライズ（海溝上縁隆起帯）付近における単一の破壊ではなく、複数の断層面が動いた可能性を指摘するもので、実際に今回の地震発生時には正断層型と逆断層型の2つの地震が続けて起きていたことが分かっている（後述の#メカニズムも参照）。
一方、津波警報が2011年（平成23年）4月11日に発生した福島県浜通り地震以来、約1年8か月ぶりに発表された。津波警報および津波注意報で避難所などに避難した人は宮城県で最も多く、一時避難者は合わせておよそ2万5000人に及んでいる。

## メカニズム
この地震は海溝軸付近を震源域として発生した太平洋プレート内部の地震、いわゆるアウターライズ地震である。また当初1つの地震とみられていたが精査の結果2つの地震がほぼ同時に発生したことが判明した。
1回目の地震は17時18分22秒に牡鹿半島の東230 km付近の日本海溝の東を震源として発生した。発震機構は概ね東西方向に圧力軸を持つ逆断層型で、マグニチュードは2つめの地震の影響で決定できない。遠地実体波による震源過程解析ではMw7.2とされている。断層の大きさは20km四方、最大すべり量は3.9m。
2回目の地震は17時18分30秒に牡鹿半島の東210 km付近の日本海溝の西を震源として発生した。発震機構は西北西 - 東南東方向に圧力軸を持つ正断層型で、地震の規模はMj7.3。遠地実体波による震源過程解析ではMw7.4とされている。断層の大きさは長さ80 km、幅40 km、最大すべり量は4 m。

## 各地の震度

### 実測による震度
震度4以上の揺れを観測した地点は次の通り。
| 震度 | 都道府県 | 観測点 |
| ---- | -------- | --- |
| 5弱  | 青森県   | 八戸市南郷 階上町道仏 |
| 5弱  | 岩手県   | 盛岡市藪川 盛岡市渋民 滝沢市鵜飼 |
| 5弱  | 宮城県   | 栗原市金成 丸森町鳥屋 |
| 5弱  | 茨城県   | 常陸太田市金井町 常陸大宮市野口 |
| 5弱  | 栃木県   | 市貝町市塙 |
| 4    | 北海道   | 新篠津村第47線 江別市緑町 函館市泊町 函館市新浜町 南幌町栄町 厚真町鹿沼 安平町早来北進 むかわ町松風 新冠町北星町 浦河町潮見 浦河町築地 池田町西1条 浦幌町桜町 釧路市黒金町 |
| 4    | 青森県   | 平内町小湊 外ヶ浜町蟹田 八戸市湊町 八戸市内丸 十和田市西十二番町 十和田市奥瀬 三沢市桜町 野辺地町田狭沢 野辺地町野辺地 七戸町七戸 七戸町森ノ上 六戸町犬落瀬 横浜町林ノ脇 横浜町寺下 東北町上北南 三戸町在府小路町 五戸町古舘 五戸町倉石中市 南部町平 南部町苫米地 おいらせ町中下田 おいらせ町上明堂 むつ市金曲 東通村小田野沢 東通村砂子又沢内 |
| 4    | 岩手県   | 宮古市鍬ヶ崎 宮古市五月町 宮古市川井 宮古市区界 宮古市茂市 久慈市川崎町 久慈市枝成沢 久慈市長内町 山田町八幡町 普代村銅屋 野田村野田 洋野町種市 大船渡市大船渡町 大船渡市猪川町 陸前高田市高田町 釜石市中妻町 住田町世田米 盛岡市山王町 盛岡市馬場町 二戸市福岡 二戸市石切所 二戸市浄法寺町 雫石町千刈田 葛巻町葛巻元木 岩手町五日市 一戸町高善寺 八幡平市大更 八幡平市田頭 八幡平市野駄 八幡平市叺田 軽米町軽米 九戸村伊保内 矢巾町南矢幅 紫波町日詰 花巻市大迫町 花巻市石鳥谷町 花巻市材木町 花巻市東和町 北上市柳原町 北上市相去町 遠野市青笹町 遠野市宮守町 一関市竹山町 一関市花泉町 一関市千厩町 一関市東山町 一関市室根町 一関市藤沢町 金ケ崎町西根 平泉町平泉 西和賀町沢内川舟 奥州市水沢大鐘町 奥州市水沢佐倉河 奥州市江刺 奥州市前沢 奥州市胆沢 奥州市衣川 |
| 4    | 宮城県   | 気仙沼市赤岩 気仙沼市笹が陣 気仙沼市唐桑町 加美町中新田 加美町小野田 色麻町四竈 涌谷町新町裏 栗原市栗駒 栗原市築館 栗原市若柳 栗原市鶯沢 栗原市花山 栗原市一迫 栗原市瀬峰 栗原市志波姫 登米市中田町 登米市東和町 登米市豊里町 登米市登米町 登米市米山町 登米市南方町 登米市迫町 登米市石越町 南三陸町志津川 南三陸町歌津 美里町北浦 美里町木間塚 大崎市古川三日町 大崎市古川大崎 大崎市古川北町 大崎市松山 大崎市三本木 大崎市鹿島台 大崎市岩出山 大崎市田尻 白石市亘理町 仙台空港 名取市増田 角田市角田 蔵王町円田 大河原町新南 村田町村田 川崎町前川 亘理町下小路 山元町浅生原 仙台市青葉区大倉 仙台市青葉区作並 仙台市宮城野区五輪 仙台市宮城野区苦竹 仙台市若林区遠見塚 仙台市太白区山田 仙台市泉区将監 石巻市泉町 石巻市小渕浜 石巻市相野谷 石巻市前谷地 石巻市桃生町 塩竈市旭町 東松島市矢本 東松島市小野 松島町高城 利府町利府 大和町吉岡 大郷町粕川 大衡村大衡 |
| 4    | 秋田県   | 井川町北川尻 三種町豊岡 秋田市河辺和田 秋田市雄和妙法 横手市大雄 大仙市刈和野 大仙市北長野 大仙市協和境野田 大仙市太田町太田 大仙市大曲花園町 大仙市高梨 仙北市角館町東勝楽丁 |
| 4    | 山形県   | 遊佐町遊佐 大蔵村清水 村山市中央 中山町長崎 尾花沢市若葉町 米沢市林泉寺 川西町上小松 |
| 4    | 福島県   | 福島市松木町 福島市桜木町 福島市五老内町 郡山市朝日 郡山市開成 郡山市湖南町 白河市郭内 白河市新白河 白河市八幡小路 白河市東 白河市表郷 白河市大信 須賀川市八幡山 須賀川市長沼支所 須賀川市岩瀬支所 須賀川市牛袋町 二本松市金色 二本松市油井 二本松市針道 桑折町東大隅 国見町藤田 川俣町樋ノ口 大玉村曲藤 大玉村玉井 鏡石町不時沼 天栄村下松本 西郷村熊倉 泉崎村泉崎 中島村滑津 矢吹町一本木 棚倉町棚倉中居野 玉川村小高 平田村永田 浅川町浅川 古殿町松川新桑原 田村市船引町 田村市大越町 田村市常葉町 田村市滝根町 伊達市前川原 伊達市梁川町 伊達市保原町 伊達市霊山町 伊達市月舘町 本宮市本宮 本宮市白岩 いわき市小名浜 いわき市三和町 いわき市平四ツ波 いわき市錦町 いわき市平梅本 相馬市中村 広野町下北迫大谷地原 楢葉町北田 富岡町本岡 川内村上川内早渡 浪江町幾世橋 新地町谷地小屋 飯舘村伊丹沢 南相馬市原町区三島町 南相馬市原町区高見町 南相馬市鹿島区西町 猪苗代町城南 猪苗代町千代田 会津坂下町市中三番甲 会津美里町新鶴庁舎 |
| 4    | 茨城県   | 水戸市金町 水戸市千波町 水戸市中央 水戸市内原町 日立市助川小学校 日立市役所 日立市十王町友部 常陸太田市町田町 常陸太田市高柿町 高萩市安良川 高萩市下手綱 北茨城市磯原町 笠間市中央 笠間市下郷 笠間市石井 ひたちなか市南神敷台 ひたちなか市東石川 茨城町小堤 東海村東海 大子町池田 常陸大宮市中富町 常陸大宮市北町 常陸大宮市山方 常陸大宮市上小瀬 那珂市福田 那珂市瓜連 城里町石塚 城里町阿波山 小美玉市小川 小美玉市堅倉 小美玉市上玉里 土浦市常名 土浦市下高津 土浦市藤沢 古河市下大野 古河市仁連 石岡市柿岡 石岡市石岡 石岡市八郷 結城市結城 龍ケ崎市役所 下妻市本城町 下妻市鬼怒 取手市寺田 取手市井野 取手市藤代 つくば市天王台 つくば市研究学園 つくば市小茎 鹿嶋市鉢形 鹿嶋市宮中 潮来市堀之内 潮来市辻 美浦村受領 阿見町中央 河内町源清田 八千代町菅谷 五霞町 境町旭町 守谷市大柏 坂東市岩井 坂東市馬立 坂東市役所 坂東市山 稲敷市江戸崎甲 稲敷市役所 稲敷市結佐 筑西市舟生 筑西市下中山 筑西市海老ヶ島 筑西市門井 かすみがうら市上土田 かすみがうら市大和田 神栖市溝口 行方市山田 行方市玉造 行方市麻生 桜川市岩瀬 桜川市真壁 桜川市羽田 鉾田市鉾田 鉾田市造谷 鉾田市汲上 常総市新石下 つくばみらい市福田 つくばみらい市加藤 |
| 4    | 栃木県   | 日光市今市本町 大田原市湯津上 大田原市本町 那須町寺子 那須塩原市鍋掛 那須塩原市共墾社 那須塩原市あたご町 宇都宮市明保野町 宇都宮市中里町 宇都宮市白沢町 足利市大正町 栃木市藤岡町藤岡 栃木市岩舟町静 佐野市葛生東 佐野市亀井町 鹿沼市晃望台 小山市神鳥谷 小山市中央町 真岡市田町 真岡市荒町 真岡市石島 益子町益子 茂木町北高岡天矢場 茂木町茂木 芳賀町祖母井 高根沢町石末 さくら市喜連川 那須烏山市中央 那須烏山市大金 那珂川町馬頭 那珂川町小川 下野市田中 下野市石橋 下野市小金井 |
| 4    | 群馬県   | 沼田市白沢町 前橋市堀越町 前橋市粕川町 前橋市富士見町 前橋市鼻毛石町 高崎市高松町 桐生市織姫町 桐生市元宿町 桐生市黒保根町 桐生市新里町 伊勢崎市今泉町 伊勢崎市西久保町 太田市西本町 太田市浜町 太田市粕川町 太田市新田金井町 館林市美園町 館林市城町 渋川市赤城町 明和町新里 千代田町赤岩 大泉町日の出 邑楽町中野 |
| 4    | 埼玉県   | 熊谷市大里 熊谷市妻沼 熊谷市江南 行田市本丸 行田市南河原 加須市三俣 加須市騎西 加須市北川辺 加須市大利根 東松山市松葉町 羽生市東 鴻巣市中央 深谷市川本 久喜市下早見 久喜市青葉 久喜市菖蒲 久喜市栗橋 久喜市鷲宮 吉見町下細谷 美里町木部 川口市中青木分室 川口市青木 春日部市中央 春日部市金崎 春日部市谷原新田 草加市高砂 戸田市上戸田 八潮市中央 富士見市鶴馬 幸手市東 鶴ヶ島市三ツ木 吉川市吉川 毛呂山町中央 川島町平沼 宮代町笠原 杉戸町清地 松伏町松伏 さいたま市大宮区天沼町 さいたま市見沼区堀崎 さいたま市中央区下落合 さいたま市緑区中尾 さいたま市岩槻区本町 白岡市千駄野 |
| 4    | 千葉県   | 東金市日吉台 旭市南堀之内 香取市佐原平田 香取市役所 香取市羽根川 千葉市中央区都町 野田市鶴奉 野田市東宝珠花 成田市花崎町 成田国際空港 柏市旭町 市原市姉崎 浦安市猫実 印西市大森 印西市笠神 白井市復 鋸南町下佐久間 |
| 4    | 東京都   | 東京江東区森下 東京江東区塩浜 東京渋谷区本町 東京杉並区桃井 東京杉並区高井戸 東京北区赤羽南 東京荒川区荒川 東京荒川区東尾久 東京板橋区高島平 東京板橋区相生町 東京足立区神明南 東京足立区千住中居町 東京江戸川区中央 東京江戸川区船堀 町田市中町 |
| 4    | 神奈川県 | 横浜市神奈川区神大寺 横浜市神奈川区広台太田町 横浜市西区浜松町 横浜市中区山下町 横浜市中区山吹町 横浜市港北区日吉本町 横浜市戸塚区鳥が丘 横浜市緑区鴨居 小田原市荻窪 |
| 4    | 山梨県   | 忍野村忍草 |
| 4    | 長野県   | 南牧村海ノ口 |

この他、東日本のほぼ全域と、北陸地方・近畿地方・中国地方・四国地方・九州地方のそれぞれ一部、伊豆諸島・小笠原諸島で震度3〜震度1が観測された。

### 推定による震度
気象庁の推計震度分布図によれば、震度計によって判定された震度が5弱でなかった市区町村でも、場所（震度計がない地点など）によっては震度5弱を観測していた可能性がある。詳細は以下の通り。
| 都道府県 | 市町村                                               |
| -------- | ---------------------------------------------------- |
| 青森県   | 南部町                                               |
| 岩手県   | 洋野町・野田村・普代村・遠野市                       |
| 宮城県   | 南三陸町                                             |
| 福島県   | いわき市（市内の比較的広い範囲で震度5弱とみられる ） |
| 茨城県   | 日立市・那珂市・東海村・笠間市・筑西市・つくば市     |
| 千葉県   | 柏市                                                 |

その他桜川市岩瀬で震度5強相当（計測震度5.0）の揺れを防災科学技術研究所の強震観測網で、宇都宮市、芳賀町、草加市、東京都大田区、横浜市都筑区で震度5弱相当の揺れを東京ガスの地震網でそれぞれ観測している。

## 観測された津波
津波警報・津波注意報が発表された沿岸で観測された、津波の高さは次の通り。
| 発表された情報 | 津波予報区の名称 | 津波の予想高さ | 予報区内で観測された津波の高さ |
| -------------- | ---------------- | -------------- | ------------------------------ |
| 津波警報       | 宮城県           | 1m             | 98cm (最も高い津波)            |
| 津波注意報     | 福島県           | 50cm           | 31cm                           |
| 津波注意報     | 岩手県           | 50cm           | 23cm                           |
| 津波注意報     | 青森県太平洋沿岸 | 50cm           | 11cm                           |
| 津波注意報     | 茨城県           | 50cm           | 観測されず                     |

## 緊急地震速報
17時18分58.6秒に地震波を検知し、3.3秒後に第1報として緊急地震速報（予報）を宮城県の中部に発表し、6.6秒後の第5報で緊急地震速報（警報）を宮城県・岩手県・福島県・茨城県・栃木県の全域、青森県の三八上北と下北、秋田県の沿岸北部と内陸南部、山形県の村山地方と置賜地方と庄内地方、埼玉県の南部、千葉県の北東部に発表した。

## 地震による被害

### 津波
宮城県石巻市で津波により土嚢（どのう）が崩れた。岩手県久慈市で津波から避難しようとして船で出港した男性が行方不明となり、12日に発見され、死亡が確認された。

### 物的損害
埼玉県さいたま市で老人福祉施設の配管が破損したほか、栃木県市貝町で小学校の天井のボードがずれた。
宮城県仙台市の仙台市青葉体育館では天井板が2枚落下。この影響で、当日予定されていたbjリーグ・仙台89ERS対新潟アルビレックスBBの試合が中止となった。

### 死傷者
宮城県丸森町で女性が地震に驚き、自宅で倒れて死亡。また、福島県飯舘村では男性が職場から避難しようとした際に倒れて死亡し、計2人の死者が出た。千葉県習志野市で女性が梯子から転落して脊椎を骨折するなど、8県で計14人の負傷者を出した。

## 地震の影響

### 交通
地震の影響により東海道・東北・上越・長野新幹線（当時の通称）や一部のJR東日本の在来線が点検のため運転を見合わせたが、地震による直接的な被害はなかった。東海道新幹線では10分後に運転再開した。東北新幹線では21時に運転を再開している。
また、高速道路で通行止めが各地で発生し、航空機15便が欠航、仙台空港に着陸予定だった数機が折り返しや着陸空港の変更を行うなど陸、空の便に影響が出た。
東北沿岸部では避難の車により各地で渋滞が多発し、幹線道路では信号無視や割り込みもみられた。仙台市青葉区のガソリンスタンドでは燃料不足を懸念したドライバーらにより最大400 mの車列ができた。

### インフラ
地震発生直後から青森県五戸町では223戸で停電が発生し、岩手県盛岡市ではガスが自動停止したとの電話が盛岡ガスに100件程度寄せられた。

### 衆議院議員総選挙
※肩書は当時のもの
選挙運動のため街頭演説を行っていた野田佳彦首相は演説を取りやめ首相官邸に引き上げた。藤村修官房長官も飛行機で帰京した。その他東北各地の候補者も遊説や演説会を取りやめた。

### 原子力発電所
東日本大震災で大きな被害を出した福島第一原子力発電所では異常は見られなかったが、福島第二原子力発電所1号機の原子炉建屋内の圧力が若干上昇した。女川原子力発電所では使用済み核燃料プールの水位異常を示す警報が鳴ったが異常は認められなかった。午後5時過ぎには福島第一、福島第二、東通、女川、東海第二の各原発において異常が無かったことが確認された。

### メディア
発災当時、民放テレビ各局では夕方のニュースの時間帯であり揺れの発生から津波警報の発表まで、放送を予定されていた内容などが変更されリアルタイムで報道された。また、NHK総合テレビでは『ゆうどきネットワーク』を放送している最中に緊急地震速報が発表され『ゆうどきネットワーク』を途中打ち切り終了し、ニュースセンターから高瀬耕造（NHKアナウンサー）が地震と津波の情報を伝えた。
東日本大震災の教訓から放送での津波報道方針が変更された後の津波警報発表であったため、NHKや民放各局では視聴者に対して強い口調で津波からの避難を呼びかけた。特にNHKでは高瀬耕造アナウンサーが視聴者に対して「津波警報が出ました! 急いで逃げて下さい!」「東日本大震災を思い出して下さい!」などと緊迫感溢れる強い口調で、避難・警戒を呼びかけた。また、画面に「津波！避難！」と赤枠白地で大きく表示するテロップも初めて使用された。

## デマ
地震直後、帝塚山学院泉ヶ丘高等学校の生徒がTwitterに「地震で家が崩れ外に出られません。（中略）救助を呼んでください」「（場所は）気仙沼市です」と投稿し、これらのツイートが約1万4千回リツイート（拡散）され、多数のリプライが寄せられるに至ったが、その後投稿者は虚偽であることを明かし、反応した人々を馬鹿にする投稿を行った。後に帝塚山学院泉ヶ丘高等学校は在校生による投稿だったとし、公式サイトで謝罪した。このデマを鵜呑みにして警察や消防に通報した者はいなかったが、宮城県警気仙沼署の副署長は「デマで警察などが動くことになれば、投稿者が偽計・威力業務妨害罪などに問われる」と述べた。